# (52975) Cyllare
(52975) Cyllare, désignation internationale (52975) Cyllarus, est un centaure de magnitude absolue 8,9.

## Nom
Cet objet est nommé d'après le centaure Cyllare. La citation de nommage est la suivante :
« The centaur Cyllarus was severely wounded by a spear in a battle that finally caused his death. On seeing him wounded, his lover Hylonome committed suicide. »
soit en français :

« Le centaure Cyllare fut sévèrement blessé par une lance dans une bataille qui causa finalement sa mort. Le voyant blessé, sa bien-aimée Hylonomé se suicida. »